# Web Based Enterprise Management
Web-Based Enterprise Management (WBEM)  steht als Sammelbegriff für einen Satz von Standardfunktionen zur Administration und Fernwartung von Computersystemen in Managed Environments. WBEM wurde von der Distributed Management Task Force (DMTF) spezifiziert und ist unabhängig von der Hardware-Plattform und dem Betriebssystem.

## Kernfunktionalitäten
- WBEM-Protokolle (CIM-XML, WS-CIM, CLP-SSH, …)

Schnittstellen für den Zugriff auf die WBEM-Infrastruktur mittels WWW-Techniken.
- WBEM-Infrastruktur (Operationen, Events, Abfragesprache, …)

Hochsprachliche Zugriffsmethoden auf Managed Objects, wie beispielsweise die CIM Query Language für die Abfrage von Informationen aus dem CIM.
- Common Information Model (CIM)
  - CIM-Schema (Modelle, Klassen, Eigenschaften, Methoden, …): Standardisierte Modellierung aller vom WBEM zu erfassenden Elemente (Managed Objects).
  - CIM-Infrastruktur (Meta-Schema, Regeln, MOF, …): Regeln für die Integration des Zugriffs auf andere Management-Modelle ins CIM, wie beispielsweise DMI, SMBIOS oder SNMP.

Es gibt verschiedene WBEM-Implementierungen sowie verschiedene CIM-Implementierungen, beispielsweise die Windows Management Instrumentation (WMI), die u. a. auch die WMI Query Language (WQL) umfasst – einer konkreten Umsetzung der CIM Query Language. Verwaltungsinstrumentarien verschiedener Hersteller setzen darauf auf.